# Ilybius chalconatus
Ilybius chalconatus is een keversoort uit de familie waterroofkevers (Dytiscidae). De wetenschappelijke naam van de soort is voor het eerst geldig gepubliceerd in 1796 door Panzer.